# Amtsgericht Leonberg

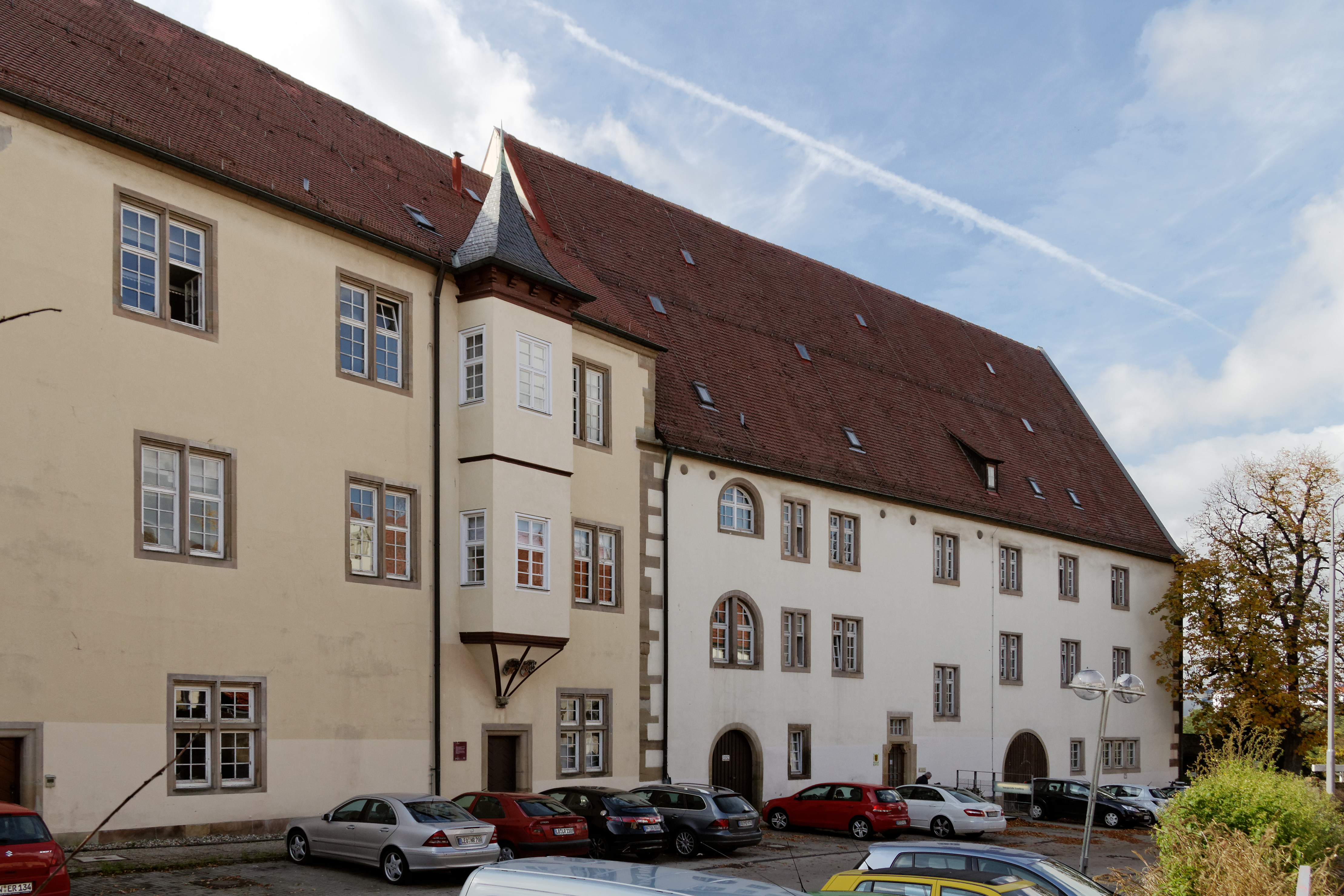
Gerichtsgebäude

Das Amtsgericht Leonberg ist ein Gericht der ordentlichen Gerichtsbarkeit und eines von elf Amtsgerichten (AG) im Bezirk des Landgerichts Stuttgart.

## Gerichtssitz und -bezirk
Sitz des Gerichts ist die große Kreisstadt Leonberg im Nordosten des Landkreises Böblingen. Der 161 km² große Gerichtsbezirk umfasst die Städte Leonberg, Weil der Stadt, Renningen und Rutesheim sowie die Gemeinde Weissach. In ihm leben rund 101.000 Menschen.
Für Zwangsversteigerungs-, Zwangsverwaltungs- und Abschiebehaftsachen ist das Amtsgericht Stuttgart zuständig, das auch Registergericht ist und als Zentrales Mahngericht die Mahnverfahren bearbeitet. Insolvenzgericht ist das Amtsgericht Ludwigsburg, Jugendschöffengericht das Amtsgericht Böblingen.

## Gebäude
Das Gericht ist in den Räumen des Schlosses untergebracht, das in der Nähe des historischen Marktplatzes liegt.

## Übergeordnete Gerichte
Dem AG Leonberg ist das Landgericht Stuttgart übergeordnet. Zuständiges Oberlandesgericht ist das Oberlandesgericht Stuttgart.